# Hokkaidō Shinkansen
A linha Hokkaidō Shinkansen (北海道新幹線) é uma linha de comboios de alta velocidade Shinkansen que se conecta ao Tōhoku Shinkansen em Aomori na ilha de Honshu e continua para o interior de Hokkaido pelo túnel submarino Seikan Tunnel. A construção começou em Maio 2005, e a seção inicial Shin-Aomori to Shin-Hakodate-Hokuto foi inaugurada em 26 de março de 2016. Uma extensão da linha até Sapporo está planejada para iniciar em 2030. A linha será concessionada à Hokkaido Railway Company (JR Hokkaido).
Nas linhas Tohoku e Hokkaidō Shinkansen será possível circular a velocidades até 360 km/h. O tempo de viagem entre Tóquio e Sapporo será de 4 horas ou menos.
Actualmente o Túnel Seikan apenas pode suportar tráfego de bitola curta (linha Kaikyo), mas será actualizada para bitola dupla com ambas as bitolas curta e padrão.
No início da década de 1970, foram propostas outras duas linhas Shinkansen para Hokkaido: Sapporo-Asahikawa e Oshamanbe-Sapporo (rota do sul). De momento os planos para estas propostas estão adiadas sine die.

## Estações Planeadas
- Shin Aomori (新青森): Liga à linha Tōhoku Shinkansen e Linha principal de Ōu
- Oku-Tsugaru-Imabetsu (奥津軽いまべつ): Liga à Linha Kaikyo

(Túnel Seikan)
- Kikonai (木古内): Liga à Linha Kaikyo e Linha Esashi
- Shin-Hakodate-Hokuto (新函館北斗): Liga à Linha principal de Hakodate
- Shin-Yakumo (新八雲)
- Oshamanbe (長万部): Liga à Linha principal de Hakodate, eLinha principal de Muroran
- Kutchan (倶知安): Liga à Linha principal de Hakodate
- Shin-Otaru (新小樽)
- Sapporo (札幌):): Liga à Linha principal de Hakodate, Metropolitano de Sapporo